# Znaki szczególne (serial telewizyjny)
Znaki szczególne – polski kolorowy serial obyczajowy z 1976 roku.
Zdjęcia do serialu powstawały w Brzozowie, na budowach zapór wodnych w Besku i w pobliżu miejscowości Klimkówka, Łosie, Uście Gorlickie oraz Portu Północnego.

## Fabuła
Główny bohater – inż. Bogdan Zawada jest trzydziestokilkuletnim, samotnym, inteligentnym budowlańcem, który ze względu na swoją bezkompromisowość w żadnej pracy nie może dłużej zagrzać miejsca. Zmuszony do odejścia z kolejnej budowy na południu Polski, wyjeżdża do brata na Pomorze. Tu przypadkiem trafia na budowę portu na otwartym morzu (w domyśle Port Północny), która urzeka go. Zatrudnia się tam i zamieszkuje w hotelu robotniczym. Jako doskonały fachowiec i świetny organizator szybko awansuje – zostaje kierownikiem przedsiębiorstwa produkcji prefabrykatów, a w końcu otrzymuje lukratywną propozycję wyjazdu służbowego za granicę. Po wielu perypetiach natury osobistej i zawodowej wreszcie znajduje swoją życiową przystań – ma dobrą pracę, w której cieszy się doskonałą opinią, zyskuje serdecznych przyjaciół, poznaje kobietę, którą obdarza z wzajemnością uczuciem, otrzymuje mieszkanie.

Bohater serialu telewizyjnego Romana Załuskiego, trzydziestokilkuletni inżynier budownictwa wodnego, przywędrował Polskę od gór po morze. Jest tam, gdzie coś się buduje: port, zapora wodna. Nie chce robić kariery za wszelką cenę, pozostaje wierny swoim zasadom, kieruje się nimi w pracy i w postępowaniu z ludźmi. Nie potrafi się pogodzić z pewnymi sprawami, może dlatego wędruje, zmienia pracę. O nim i o ludziach wśród których się obraca opowiada serial „Znaki szczególne”. Każda z występujących tu postaci ma swoją historię, odmienne życiorys, rozmaite doświadczenia.

## Obsada
- Bronisław Cieślak – inż. Zawada
- Tadeusz Borowski – inż. Rudnik
- Grażyna Barszczewska – Marta
- Joanna Jędryka – Halina
- Ewa Żukowska – Irena
- Zygmunt Malawski – ojciec Haliny
- Andrzej Żarnecki – dyr. Jaworowicz

## W pozostałych rolach
- Bogusz Bilewski – pracownik stacji benzynowej
- Janusz Bukowski – Paweł Mielniczak, brat Marty
- Halina Buyno-Łoza – chłopka
- Anna Chodakowska – Barbara Krajewska
- Adolf Chronicki – towarzysz z komitetu, przyjaciel Sochackiego
- Władysław Dewoyno – chłop
- Piotr Fronczewski – prokurator
- Wiktor Grotowicz – dyrektor naczelny budowy zapory
- Wirgiliusz Gryń – Michał, brat Zawady
- Lech Grzmociński – kapitan statku
- Zuzanna Helska – sprzedawczyni w sklepie
- Mieczysław Kobek – rejestrator w szpitalu
- Józef Korzeniowski – robotnik Walicki
- Krzysztof Kotowski – „Mały”, marynarz, który wypadł za burtę
- Ryszard Kotys – robotnik Gontek
- Zdzisław Kozień – członek kierownictwa budowy portu
- Eugeniusz Kujawski – milicjant
- Zdzisław Kuźniar – towarzysz z komitetu
- Edward Lach – robotnik, który znalazł zwłoki Krajewskiego
- Alina Lipnicka – bratowa Zawady
- Eugeniusz Lotar – robotnik Golik
- Jerzy Łapiński – pokerzysta
- Mieczysław Łoza – robotnik na budowie zapory
- Zbigniew Mamont – dziennikarz Stefan Grodzki
- Ferdynand Matysik – oficer MO
- Marian Michalak – pokerzysta
- Stanisław Michalski – Mańkowski „Badylarz”
- Stefan Mienicki – inżynier na budowie zapory
- Jerzy Moes – inżynier na budowie zapory
- Jerzy Zygmunt Nowak – milicjant z wezwaniem dla Zawady
- Marek Okopiński – Wiśniewski, dyrektor budowy portu
- Kazimierz Ostrowicz – robotnik na budowie zapory
- Józef Pieracki – ojciec Marty
- Marek Piestrak – dziennikarz z telewizji na statku
- Andrzej Polkowski – towarzysz z komitetu
- Włodzimierz Press – aktor Julek Poniński, mąż Marty
- Monika Sołubianka – Jadzia, sekretarka Jaworowicza
- Zdzisław Szymański – majster Kazimierz Krajewski
- Winicjusz Więckowski – inżynier Pogorzelski
- Sabina Wiśniewska – Mielniczakowa
- Marian Wiśniowski – członek kierownictwa budowy portu
- Andrzej Wojaczek – Karol Sochacki, brat Haliny
- Barbara Wrzesińska – żona Jaworowicza

## Tytuły odcinków
1. Podejrzany
2. Rozbitek
3. Układy
4. Szantaż
5. Romans
6. Dom